# Peter Fauser
Peter Fauser (* 22. Februar 1948) war bis 2013 Professor für Schulpädagogik und Schulentwicklung an der Friedrich-Schiller-Universität Jena.
Nach dem Lehramt für Grund- und Hauptschulen (Musik und Mathematik) sowie einem Diplomstudium der Erziehungswissenschaft folgten Promotion und Habilitation an der Universität Tübingen. Fauser war wissenschaftlicher Leiter des Wettbewerbs Förderprogramm Demokratisch Handeln, des Entwicklungsprogramms für Unterricht und Lernqualität und Initiator der Imaginata in Jena.
Sein Hauptinteresse gilt der Demokratieerziehung in der Schule, weniger durch Fachinhalte als durch demokratische Strukturänderungen und Mitbestimmung der Schüler in einer gelebten Demokratie. Dem BLK-Programm Demokratie lernen & leben gaben Wolfgang Edelstein und er die Grundlage.
Fauser war Vorstandsmitglied der Akademie für Bildungsreform und war von 2006 bis 2010 Sprecher der Jury des Deutschen Schulpreises. Fauser verließ 2002 den Herausgeberkreis der Zeitschrift Neue Sammlung, als Gerold Becker in das Gremium berufen wurde.

## Schriften (Auswahl)
- Pädagogische Freiheit in Schule und Recht, Beltz Weinheim 1986 (Dissertation Tübingen 1986)
- mit Wolfgang Edelstein: Demokratie lernen und leben. Gutachten zum Programm (Bund-Länder-Kommission für Bildungsplanung und Forschungsförderung), Bonn 2001 online (PDF; 405 kB)
- Peter Fauser, Jürgen John, Rüdiger Stutz (Hg.) und Christian Faludi (Mitarb.): Peter Petersen und die Jenaplan-Pädagogik. Historische und aktuelle Perspektiven, Steiner: Stuttgart 2012. ISBN 978-3-515-10208-7